# Guerra Ōnin

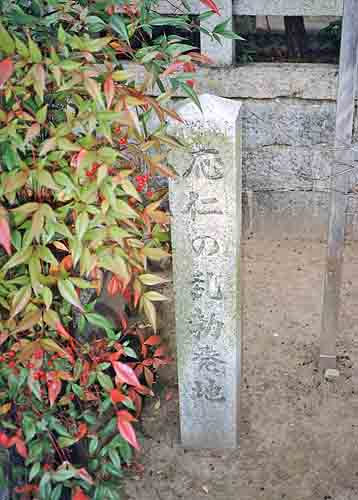
Làpida commemorativa de la Guerra Ōnin

La Guerra Ōnin (japonès: 応仁の乱, Ōnin no Ran, sovint també transcrita com a Guerra Onin) fou una guerra civil del Japó que durà de l'any 1467 fins a l'any 1477, en temps de l'emperador Go-Tsuchimikado. Aquest conflicte acabà amb el domini del Shogunat d'Ashikaga i desembocaria en el Període Sengoku, un període de més de cent anys de guerres i aliances polítiques difícils.

## Causes
La causa principal de la Guerra Ōnin fou una lluita interna de la dinastia Ashikaga per la successió. Ashikaga Yoshimasa, que no tenia cap successor directe, proclamà al seu germà Yoshimi com a successor. Un any després d'aquesta proclamació, va néixer el seu fill Yoshihisa. Yoshimasa aleshores volgué que el seu fill fos proclamat successor. Com que el Shogunat d'Ashikaga havia perdut influència durant el govern de Yoshimasa, les famílies més poderoses del país veieren en aquest moment la seva oportunitat. Van escollir bàndol i donaren suport a un dels dos candidats a heretar el shogunat.
El clans principals del conflicte van ser els clans Yamana i Hosokawa. Les famílies ja havien lluitat per tenir cada vegada més influència, vista la creixent debilitat del shogun. Ben aviat les escaramusses entre faccions van fer esclatar una guerra oberta. Els Yamana donaren suport a Yoshihisa, el fill del shogun, i els Hosokawa al germà, Yoshimi. L'elecció d'aquestes grans famílies acabaria dividint també als seus vassalls.

## Desenvolupament de la guerra
L'any 1467 els Hosokawa tenien prop de 80.000 homes destinats a Kyoto, l'aleshores capital, i els Yamana prop de 85.000. Cap dels dos bàndols ni podia ni volia començar la guerra, ja que això hagués significat posar-se en contra d'Ashikaga Yoshimasa, el shogun governant. Les relacions polítiques a l'antic Japó es van basar, fins a la Guerra Ōnin, en una legitimació aparent amb què l'antic règim era derrocat però, formalment, mantingut (fet que es veu clarament en la superposició a l'administració imperial del Shogunat d'Heian durant el Shogunat de Kamakura). Els Yamana van trencar aquest estancament amb l'aproximació a la capital d'encara més tropes i provocant un incendi al campament dels Hosokawa. Al juliol de l'any 1467 les escaramusses entre les dues faccions ja havien pres les proporcions d'una guerra. Desafortunadament, aquesta guerra fou especialment virolent a la capital i rodalia, la qual cosa comportà la destrucció total del nord de la capital i l'èxode de la població.
Tot i que els comandants de totes dues faccions, Yamana Sōzen i Hosokawa Katsumoto, van morir l'any 1473, les lluites van continuar. Després de 10 anys de conflicte, la capital no era res més que una pila de runes i cap dels dos clans no havia aconseguit la victòria. A més a més, els senyors i els seus guerrers es trobaven lluny de les seves terres, per la qual cosa ningú les cuidava. L'any 1477 totes aquestes circumstàncies s'havien fet insuportables i tots dos bàndols es van retirar. No se sap ben bé què fou el que acabà la guerra, però Ōuchi Masahiro, un dels líders dels Yamana, decidí tornar, juntament amb les seves tropes, a la seva terra natal, a prop de Yamaguchi. Després de 10 anys de combats, aquests exèrcits deixaren darrere de si una capital completament devastada.

## Conseqüències polítiques
El fet que una guerra pogués devastar la capital durant 10 anys demostrà a tot el país la manca de poder del Shogunat d'Ashikaga. Yoshimasa, el conflicte de successió del qual havia fet possible la Guerra Ōnin, fou l'últim Ashikaga que encara va poder governar amb certa autonomia. Durant un temps, els Hosokawa governaren per mitjà dels shoguns titella de la dinastia Ashikaga, però el poder central ja havia mort de facto. A partir d'aleshores, esclataren conflictes per tot el país que acabarien desmantellant l'antic ordre social. Per tal de poder realitzar les seves aspiracions de poder, molts vassalls es posaren en contra dels seus dàimios corresponents, fet que fins aleshores era gairebé inimaginable. Les grans aliances de famílies s'esmicolaren o van ser destrossades per l'enemic, el poder militar esdevingué l'única legitimació necessària. L'Era dels Regnes Combatents (Sengoku jidai) havia començat.